# يان ستيوارت (مهندس)
يان ستيوارت (بالإنجليزية: Ian Stewart)‏ (و. 1929 – 2017 م) هو مهندس، وسائق سيارة سباق، وسائق فورمولا 1 بريطاني، ولد في إدنبرة، شارك في لو مان 24 ساعة، توفي عن عمر يناهز 88 عاماً.

## التعليم
تعلم في أكاديمية إدنبرة
.